# Crepaja
Crepaja (izvirno srbsko Црепаја) je naselje v Srbiji, ki upravno spada pod Občino Kovačica; slednja pa je del Južnobanatskega upravnega okraja.

## Demografija
V naselju, katerega izvirno (srbsko-cirilično) ime je Црепаја, živi 3898 polnoletnih prebivalcev, pri čemer je njihova povprečna starost 40,9 let (39,6 pri moških in 42,2 pri ženskah). Naselje ima 1607 gospodinjstev, pri čemer je povprečno število članov na gospodinjstvo 3,02.
To naselje je, glede na rezultate popisa iz leta 2002, v glavnem srbsko, a v času zadnjih treh popisov je opazno zmanjšanje števila prebivalcev.
|  |

| Demografija | Demografija     | Demografija     |
| Leto        | Št. prebivalcev | Št. prebivalcev |
| ----------- | --------------- | --------------- |
|             |                 |                 |
|             |                 |                 |
|             |                 |                 |
|             |                 |                 |
| 1948        | 4641            |                 |
| 1953        | 4914            |                 |
| 1961        | 5516            |                 |
| 1971        | 5289            |                 |
| 1981        | 5369            |                 |
| 1991        | 5128            | 5080            |
| 2002        | 4939            | 4855            |
|             |                 |                 |

| Etnična sestava po popisu iz leta 2002 | Etnična sestava po popisu iz leta 2002 | Etnična sestava po popisu iz leta 2002 | Etnična sestava po popisu iz leta 2002 | Etnična sestava po popisu iz leta 2002 |
| -------------------------------------- | -------------------------------------- | -------------------------------------- | -------------------------------------- | -------------------------------------- |
| Srbi                                   | Srbi                                   |                                        | 4.280                                  | 88,15%                                 |
| Romi                                   | Romi                                   |                                        | 311                                    | 6,40%                                  |
| Makedonci                              | Makedonci                              |                                        | 67                                     | 1,38%                                  |
| Slovaki                                | Slovaki                                |                                        | 35                                     | 0,72%                                  |
| Madžari                                | Madžari                                |                                        | 31                                     | 0,63%                                  |
| Jugoslovani                            | Jugoslovani                            |                                        | 23                                     | 0,47%                                  |
| Črnogorci                              | Črnogorci                              |                                        | 10                                     | 0,20%                                  |
| Hrvati                                 | Hrvati                                 |                                        | 7                                      | 0,14%                                  |
| Bolgari                                | Bolgari                                |                                        | 5                                      | 0,10%                                  |
| Romuni                                 | Romuni                                 |                                        | 4                                      | 0,08%                                  |
| Albanci                                | Albanci                                |                                        | 4                                      | 0,08%                                  |
| Čehi                                   | Čehi                                   |                                        | 3                                      | 0,06%                                  |
| Rusi                                   | Rusi                                   |                                        | 2                                      | 0,04%                                  |
| Muslimani                              | Muslimani                              |                                        | 2                                      | 0,04%                                  |
| Slovenci                               | Slovenci                               |                                        | 1                                      | 0,02%                                  |
| Neznano                                | Neznano                                |                                        | 6                                      | 0,12%                                  |